# Fall Heads Roll
Fall Heads Roll — двадцать пятый студийный альбом британской рок-группы The Fall, записанный в студиях Gracieland (Рочдейл) и Gigantic Studios (Нью-Йорк) и выпущенный в 2005 году лейблами Slogan Records в Великобритании и Narnack Records в США. Американский виниловый вариант был издан на двух дисках, и трек «Blindness» представлен здесь в альтернативной версии. Оформление обложки было реинтерпретировано с альбома Godbluff группы Van der Graaf Generator.

## Об альбоме
В качестве заголовка альбома рассматривались два варианта: Heads Are Rolling и If You Assume.
Известно, что Джон Пил, когда его спросили за два года до этого, если вдруг ему суждено будет умереть сейчас, умрет ли он счастливым человеком, ответил: «Да, но в следующем году ожидается новый альбом Fall, так что не хотелось бы умирать прямо сейчас». Этот альбом оказался первым, который ему не суждено было услышать. Хотя, песни «Blindness», «Clasp Hands», «What About Us» и «I Can Hear The Grass Grow» были исполнены группой на её самой последней Peel Session 24.

## Список композиций
1. «Ride Away» (Poulou/Smith) — 5:01
2. «Pacifying Joint» (Smith) — 3:46
3. «What About Us?» (Smith/Poulou) — 5:51
4. «Midnight in Aspen» (Smith/Trafford) — 3:13
5. «Assume» (Smith) — 4:07
6. «Aspen Reprise» (Smith/Trafford) — 1:52
7. «Blindness» (Smith/Birtwistle) — 7:23 (7:11 on US 2LP)
8. «I Can Hear the Grass Grow» (Wood) — 2:49
9. «Bo Demmick» (Smith/Trafford/Birtwistle/Pritchard) — 4:15
10. «Youwanner» (Smith/Archer/Pritchard) — 5:02
11. «Clasp Hands» (Smith/Trafford) — 2:45
12. «Early Days of Channel Fuhrer» (Smith/Pritchard) — 3:48
13. «Breaking the Rules» (Walker) — 2:26
14. «Trust in Me» (Smith/Trafford) — 3:34

### Комментарии к песням
- Трек «Blindness» был использован в США в телевизионном ролике, рекламировавшем Mitsubishi Outlander[2].

## Участники записи
- Mark E. Smith — вокал
- Ben Pritchard — гитара
- Steve Trafford — бас-гитара, вокал («Youwanner», «Midnight In Aspen», «I Can Hear The Grass Grow», «Clasp Hands», «Early Days Of Channel Fuhrer», «Trust In Me»)
- Spencer Birtwistle — ударные
- Elena Poulou — клавишные, вокал
- Simon «Dingo» Archer — бас-гитара («Youwanner», «Trust In Me»), банджо, вокал («Trust in Me»)
- Billy Pavone — вокал («Trust in Me»), гитара (альтернативная версия «Blindness»)
- Kenny Cummings, Phil Schuster — вокал («Trust in Me»)